# Sauski Bor
Sauski Bor (biał. Саўскі Бор; ros. Савский Бор, Sawskij Bor) – wieś na Białorusi, w obwodzie witebskim, w rejonie lepelskim, w sielsowiecie Domżarycy. W 2009 roku liczyła 7 mieszkańców.